# Kari Aalvik Grimsbø
Kari Aalvik Grimsbø (ur. 4 stycznia 1985 roku w Bergen) – norweska piłkarka ręczna, reprezentantka kraju, bramkarka. W drużynie narodowej zadebiutowała 28 września 2005 roku. Obecnie występuje w węgierskim Győri ETO KC.

## Sukcesy reprezentacyjne
- Igrzyska Olimpijskie:
  -  2008, 2012
  -  2016
- Mistrzostwa Świata:
  -  2011, 2015
  -  2007, 2017
  -  2009
- Mistrzostwa Europy:
  -  2006, 2008, 2010, 2014, 2016

## Sukcesy klubowe
- Mistrzostwa Norwegii:
  -  2005, 2006, 2007
- Puchar Węgier:
  -  2015
- Puchar zdobywców pucharów:
  -  2007
- Liga Mistrzyń:
  -  2017
  -  2016

## Nagrody indywidualne
- 2016 - najlepsza bramkarka Ligi Mistrzyń
- 2016 - najlepsza bramkarka Igrzysk Olimpijskich
- 2017 - najlepsza bramkarka Ligi Mistrzyń